# Proclamación de Emancipación

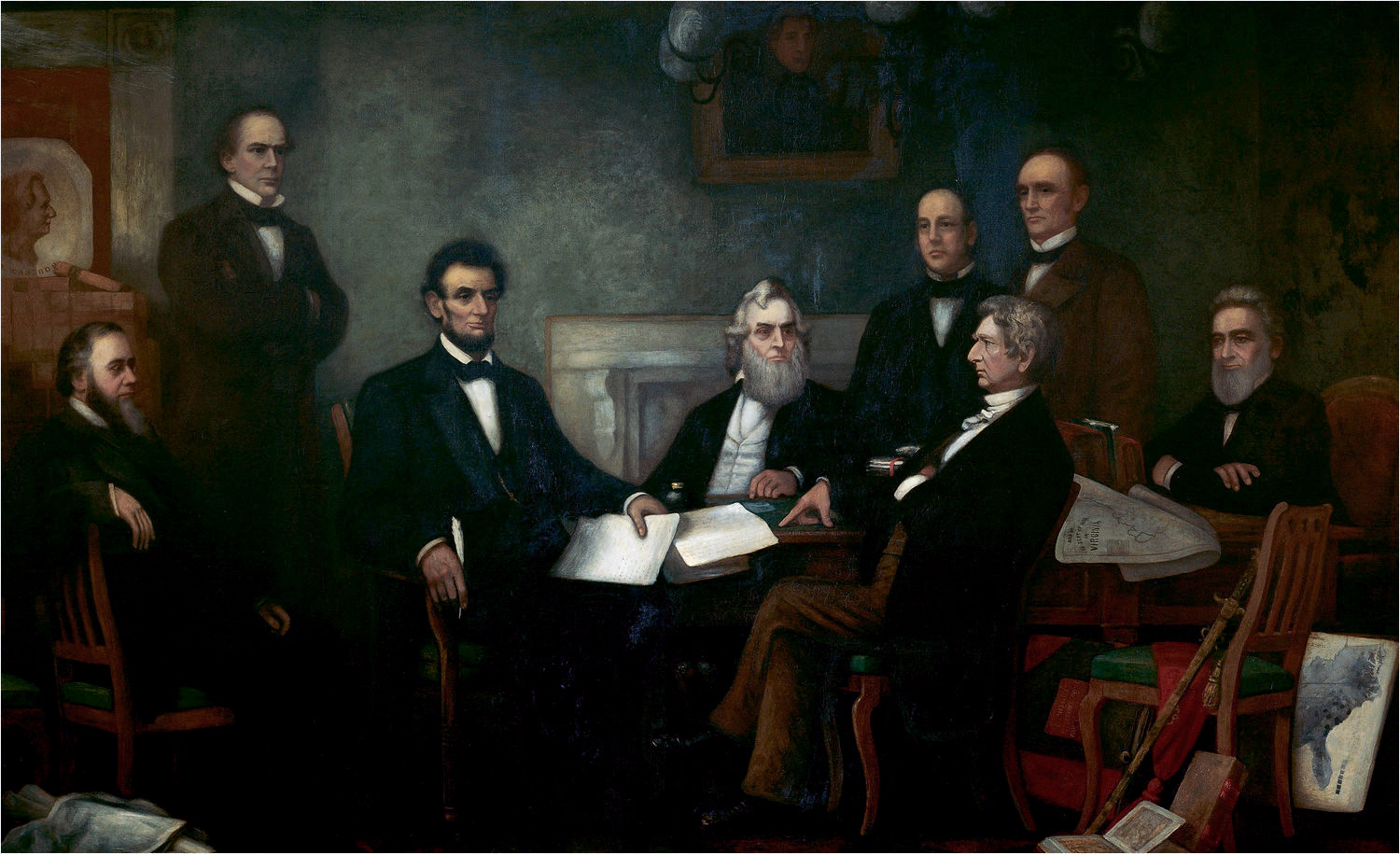
Proclamación de Emancipación.

La Proclamación de Emancipación o Proclamación 95 fue una proclama presidencial y una orden ejecutiva emitida por el presidente de los Estados Unidos Abraham Lincoln el 1 de enero de 1863. Cambió el estatus legal federal de más de 3,5 millones de afroamericanos esclavizados en las áreas designadas del sur de esclavo a libre. Tan pronto como un esclavo escapaba del control del gobierno confederado, huyendo o mediante los avances de las tropas federales, el antiguo esclavo era libre. No cubrió a los esclavos en las áreas de la Unión que fueron liberados por la acción del estado (o tres años más tarde por la 13.ª enmienda en diciembre de 1865). Fue emitido como una medida de guerra durante la Guerra Civil , dirigida a todas las áreas en rebelión y todos los segmentos de la rama ejecutiva (incluyendo el Ejército y la Armada) de los Estados Unidos.

## Historia
La Proclamación ordenó los esclavos en diez estados. Debido a que se emitió bajo la autoridad del presidente para reprimir la rebelión (poderes de guerra), necesariamente excluía áreas que no estaban en rebelión, pero aun así  se aplicó a más de 3.5 millones de los 4 millones de esclavos. La Proclamación se basó en la autoridad constitucional del presidente como comandante en jefe de las fuerzas armadas; no fue una ley aprobada por el Congreso. La Proclamación se emitió en enero de 1863 después de que el gobierno de los EE. UU. emitió una serie de advertencias en el verano de 1862 bajo la Segunda Ley de Confiscación, dando 60 días a los partidarios de la Confederación del Sur para rendirse o enfrentar la confiscación de tierras y esclavos. La Proclamación también ordenó que las personas adecuadas entre los liberados pudieran inscribirse en el servicio remunerado de las fuerzas estadounidenses, y ordenó al Ejército de la Unión (y a todos los segmentos del poder ejecutivo) "reconocer y mantener la libertad de" los ex esclavos. La Proclamación no compensaba a los propietarios, no proscribía la esclavitud y no otorgaba la ciudadanía a los ex esclavos (llamados libertos). Hizo la erradicación de la esclavitud un objetivo de guerra explícito, además del objetivo de reunir a la Unión.
Alrededor de 25 000 a 75 000 esclavos en regiones donde el Ejército de los Estados Unidos estaba activo fueron emancipados inmediatamente. No se pudo aplicar en áreas aún en rebelión, pero, cuando el ejército de la Unión tomó el control de las regiones confederadas, la Proclamación proporcionó el marco legal para liberar a más de tres millones y medio de esclavos en esas regiones. Antes de la Proclamación, de conformidad con la Ley de Esclavos Fugitivos de 1850, los esclavos fugitivos eran devueltos a sus amos o recluidos en campamentos como "contrabando" para su posterior devolución. La Proclamación se aplicó solo a los esclavos en tierras controladas por los confederados; no se aplicaba a aquellos en los cuatro estados esclavistas que no estaban en rebelión (Kentucky, Maryland, Delaware y Misuri, que no estaban nombrados), ni a Tennessee (no nombrado pero ocupado por tropas de la Unión desde 1862) ni a la Luisiana inferior (también bajo ocupación), y específicamente excluyó los condados de Virginia que pronto formarían el estado de Virginia Occidental. También se excluyeron específicamente (por nombre) algunas regiones ya controladas por el ejército de la Unión. La emancipación en esos lugares vendría después de acciones estatales separadas o la ratificación de diciembre de 1865 de la Decimotercera Enmienda, que convertía la esclavitud y la servidumbre por contrato, excepto para aquellos debidamente condenados por un delito, ilegal en todas partes sujetas a la jurisdicción de los Estados Unidos.
El 22 de septiembre de 1862, Lincoln emitió una advertencia preliminar de que ordenaría la emancipación de todos los esclavos en cualquier estado que no terminara su rebelión contra la Unión antes del 1 de enero de 1863. Ninguno de los estados confederados se restauró a la Unión, y la orden de Lincoln fue firmada y entró en vigencia el 1 de enero de 1863. La Proclamación de Emancipación indignó a los blancos sureños (y sus simpatizantes) que imaginaban una guerra santa racial. Enfureció a algunos demócratas del norte, fuerzas antiesclavistas enervadas y elementos de injerencia de Europa que querían intervenir para ayudar a la Confederación. La Proclamación elevó los espíritus de los afroamericanos tanto libres como esclavos. Llevó a muchos esclavos a escapar de sus amos y llegar a las líneas de la Unión para obtener su libertad y unirse al Ejército de la Unión.
La Proclamación de la Emancipación amplió los objetivos de la Guerra Civil. Si bien la esclavitud había sido un problema importante que condujo a la guerra, la única misión de Lincoln al comienzo de la guerra era mantener la Unión. La Proclamación convirtió a los esclavos en un objetivo explícito del esfuerzo bélico de la Unión. Establecer la abolición de la esclavitud como uno de los dos objetivos principales de guerra sirvió para disuadir la intervención de Gran Bretaña y Francia. La Proclamación de Emancipación nunca fue impugnada en la corte. Para asegurar la abolición de la esclavitud en todos los Estados Unidos, Lincoln presionó para la aprobación de la Decimotercera Enmienda, e insistió en que los planes de reconstrucción para los estados del sur requerían la abolición en las nuevas constituciones estatales. El Congreso aprobó la 13ª Enmienda con los dos tercios de votos necesarios el 31 de enero de 1865, y fue ratificada por los estados el 6 de diciembre de 1865, poniendo fin a la esclavitud legal.